# L'Illusion tranquille
Pour plus de détails, voir Fiche technique et Distribution.
L'Illusion tranquille est un film documentaire québécois réalisé par Joanne Marcotte, sorti en 2006.
Ce documentaire de 72 minutes est le résultat d'une initiative de deux citoyens de la région de Québec qui ont questionné des experts en politique, des jeunes et des gens de la rue, inquiets face à l'avenir du Québec et à l'héritage qui est laissé aux futures générations.

## Synopsis
L'Illusion tranquille cherche à mettre en perspective les causes réelles et profondes des malaises sociaux et économiques du Québec : culture des acquis, monopoles d'État et syndicaux, discours idéologique qui masque des intérêts corporatistes. Il remet en cause et critique sévèrement les fondations du temple québécois :
- l'universalité et la gratuité des programmes sociaux ;
- les monopoles dans la fourniture des services publics ;
- les monopoles syndicaux ;
- les subventions clientélistes déguisées en politiques de solidarité.

## Fiche technique
- Titre : L'Illusion tranquille
- Réalisation : Joanne Marcotte
- Production : Denis Julien et Joanne Marcotte
- Pays :  Canada
- Genre : Documentaire
- Durée : 72 minutes
- Dates de sortie : 
  -  Canada : 2006

## Intervenants
- Marcel Boyer, Économiste, Université de Montréal
- Réjean Breton, Spécialiste en droit du travail, Université Laval
- Yves Chartrand, Fiscaliste, Centre québécois de formation en fiscalité Inc.
- Alain Dubuc, Chroniqueur, La Presse
- Jean-Yves Duclos, Économiste, Université Laval
- Robert Gagné, Économiste, HEC Montréal
- Norma Khozhaya, Économiste, Institut économique de Montréal (IEDM)
- Philip Merrigan, Économiste, Université du Québec à Montréal
- Claude Montmarquette, Économiste, Université de Montréal
- Frédérick Têtu, Professeur de Philosophie, Cégep Garneau

En plus de ces experts, 11 étudiants et/ou jeunes adultes partagent leur opinion en groupe.

## Financement
Ce film est financé par ses deux coauteurs, Joanne Marcotte et Denis Julien.

## Sortie en salles
Le lancement de l'Illusion tranquille a eu lieu le 8 novembre 2006, à la salle Dina-Bélanger de Sillery. Il a par la suite été projeté au Clap. Dès janvier 2007, il été présenté aux cinémas Beaubien et du Parc de Montréal, à la Maison du Cinéma, à Sherbrooke, et une présentation à Baie-Comeau et à Sept-Îles était prévue.
Le 28 février 2007, le DVD est disponible (via le site Internet du film). Une version anglaise est également disponible.
Une télédiffusion a eu lieu sur le Canal D le 1er avril 2007.
Depuis 2009, il peut être visionné intégralement sur Internet. En avril 2011 a été produit le making-of du documentaire, en compagnie de la productrice et d'autres intervenants ayant collaboré au projet.